# Wintersville (Ohio)
Wintersville ist ein Village in Jefferson County im US-Bundesstaat Ohio mit 3765 Einwohnern. (Stand: 2020)

## Geographie
Umgeben wird Wintersville von Richmond im Norden, von Steubenville im Osten und von Bloomingdale im Süden.